# Plesiosaure (gènere)
|  | Per a altres significats, vegeu «Plesiosaures (ordre)». |

El plesiosaure (Plesiosaurus) és un gènere de plesiosauroïdeus que visqueren durant el Juràssic superior en allò que avui és Alemanya i el Regne Unit.